# Rorippa
Rorippa là chi thực vật có hoa trong họ Cải.